# Mánia
A mánia (görögül: μανία) vagy 19. századi, elavult szóval dühösség pszichiátriai betegség. Bizonyos értelemben a depresszió ellentéte.  A mánia (mania) görög szó. Jelentése őrület, őrjöngés.
Mániát több tényező is kiválthat, mint például droghasználat (főként pszichostimulánsok mint a kokain vagy metamfetamin), gyógyszerek mellékhatásaként (főként szteroidok és szelektív szerotoninvisszavétel-gátlók), vagy rosszindulatú tumor, azonban leggyakrabban bipoláris zavarral társul.
Jellemző tünetei az emelkedett hangulat, hiperaktivitás, csökkent alvásszükséglet, figyelemzavarok, megnövekedett önbizalom és olykor felelőtlen, kockázatvállaló viselkedés.

## Története
Moravcsik Ernő Emil így írta le a mániát A gyakorlati elmekórtan vázlata című, 1888-as könyvében:
A mániás arczkifejezése többnyire derült, mosolygó. Testtartása erőltetett, kifeszített mellel, élénken gesticulál, bizonyos ütemszerűen jár-kel. Egy helyen nem tud sokáig maradni. Ide-oda futkos, vállát vonogatja, arczát fintorítgatja, szemével hunyorít, integet, tapsol. Rendetlen, ruháit visszásán veszi fel, sokszor azon részét, mely előre való, hátra fordítja, mellényét szabálytalanul gombolja be. Csomót köt ingére, zsebeit tele rakja papírdarabokkal, füvei, földdel, szeméttel. A férfiak sokszor katonásan viselkednek, kimért lépésekkel járnak, salutálnak; vezényszókat kiabálnak. A nők idétlenül felcziczomázzák magukat, tollat, füvet, kórót raknak hajukba s rikító színű szalagokkal díszítik fel magukat. Arczukat bekenik a falról levakart mészszel.

## Kezelés
Bipoláris zavar által kiváltott akut mánia kezelésére általában antipszichotikumokat és hangulatstablizáló gyógyszereket alkalmaznak. Hatásukat az által fejtik ki, hogy blokkolják a dopamin nevű neurotranszmitter receptorjait, a szerotonin receptorjainak működését pedig gyengítik.